# Karl Gillingham
Karl Gillingham, pseudonim Gladiator (ur. 6 lutego 1965) – amerykański trójboista siłowy i profesjonalny strongman.
Mistrz USA Strongman w roku 1998.

## Życiorys
Karl Gillingham startuje jako strongman od 1998 r. Jego młodszymi braćmi są siłacze: Brad Gillingham i Wade Gillingham. Karl jest najbardziej utytułowanym strongmanem z całego rodzeństwa.
Wziął udział czterokrotnie w indywidualnych Mistrzostwach Świata Strongman, w latach 2001, 2002, 2005 (IFSA) i 2007. W Mistrzostwach Świata Strongman 2001, Mistrzostwach Świata Strongman 2002 i Mistrzostwach Świata Strongman 2007 nie zakwalifikował się do finałów.
Wziął udział dwukrotnie w elitarnych zawodach siłaczy Arnold Strongman Classic, rozgrywanych w Columbus (USA), w latach 2005 i 2007.
Żona: Pamela, synowie: Tyler i Alex. Mieszka w Northfield (Minnesota).
Wymiary:
- wzrost 190 cm
- waga 135 - 139 kg
- biceps 50 cm
- klatka piersiowa 137 cm
- talia 106 cm

Rekordy życiowe:
- przysiad 335 kg
- wyciskanie 235 kg
- martwy ciąg 362,5 kg

## Osiągnięcia strongman
- 1998
  - 1. miejsce - Mistrzostwa USA Strongman
- 1999
  - 6. miejsce - Mistrzostwa USA Strongman
- 2002
  - 3. miejsce - Mistrzostwa USA Strongman 2002
- 2003
  - 9. miejsce - Super Seria 2003: Oahu
  - 7. miejsce - Super Seria 2003: Hawaje
- 2004
  - 3. miejsce - Mistrzostwa USA Strongman 2004
  - 6. miejsce - Drużynowe Mistrzostwa Świata Par Strongman 2004 (z Markiem Philippi)
  - 5. miejsce - Super Seria 2004: Göteborg
- 2005
  - 8. miejsce - Arnold Strongman Classic
  - 3. miejsce - Mistrzostwa Panamerykańskie Strongman 2005
  - 12. miejsce - Mistrzostwa Świata IFSA Strongman 2005
- 2006
  - 6. miejsce - Super Seria 2006: Mohegan Sun
- 2007
  - 1. miejsce - All-American Strongman Challenge 2007
  - 9. miejsce - Arnold Strongman Classic
  - 4. miejsce - Super Seria 2007: Venice Beach
  - 6. miejsce - Super Seria 2007: Viking Power Challenge
- 2008
  - 6. miejsce - Super Seria 2008: Mohegan Sun
  - 2. miejsce - Czwarty Pojedynek Gigantów
- 2009
  - 4. miejsce - Mistrzostwa Ameryki Północnej Strongman 2009
- 2010
  - 9. miejsce - All-American Strongman Challenge 2010